# Mercedes-Benz Classe CLS
La Mercedes-Benz Classe CLS è un'autovettura di fascia alta prodotta dalla casa automobilistica tedesca Mercedes-Benz in tre generazioni, dal 2004 al 2023.

## La vettura
La Classe CLS nasce sulla base della Classe E. Il lancio è avvenuto nell'autunno del 2004. L'idea della casa tedesca era quella di creare una berlina con una linea talmente filante da confondersi con una coupé. Questo concetto fa diffondere un vero e proprio nuovo segmento di vetture: le coupé a 4 porte. La "paternità" di tale segmento viene infatti spesso attribuito alla CLS, nonostante la Maserati Quattroporte fosse già in commercio da un anno; quest'ultima però, nonostante il concetto e il tipo di carrozzeria siano simili, copre un segmento di mercato superiore rispetto alla CLS ed è considerata una berlina di lusso, diretta concorrente della Classe S. Il successo della CLS ha spinto le maggiori case europee a lanciarsi in questo settore: dopo alcuni anni sono stati, infatti, lanciati modelli direttamente concorrenti come la BMW Serie 6 Gran Coupé e l'Audi A7. Il profilo estetico richiama una concept car del 1970 di Robert Opron. La prima esposizione della CLS avvenne al salone internazionale dell'auto di Francoforte nel 2003, con la Vision CLS concept, e fece il suo debutto al NYIAS del 2004. Lo stesso anno fu presentata anche la 55 AMG, la versione del reparto sportivo della casa AMG.
La produzione della Classe CLS si è articolata finora su tre serie distinte: la prima serie, denominata C219, è quella lanciata nel 2004 e tolta dai listini sei anni più tardi a favore della seconda serie, denominata C218. Dal 2018 è in produzione la terza serie, denominata C257.

### Prima serie (C219, 2004-2010)

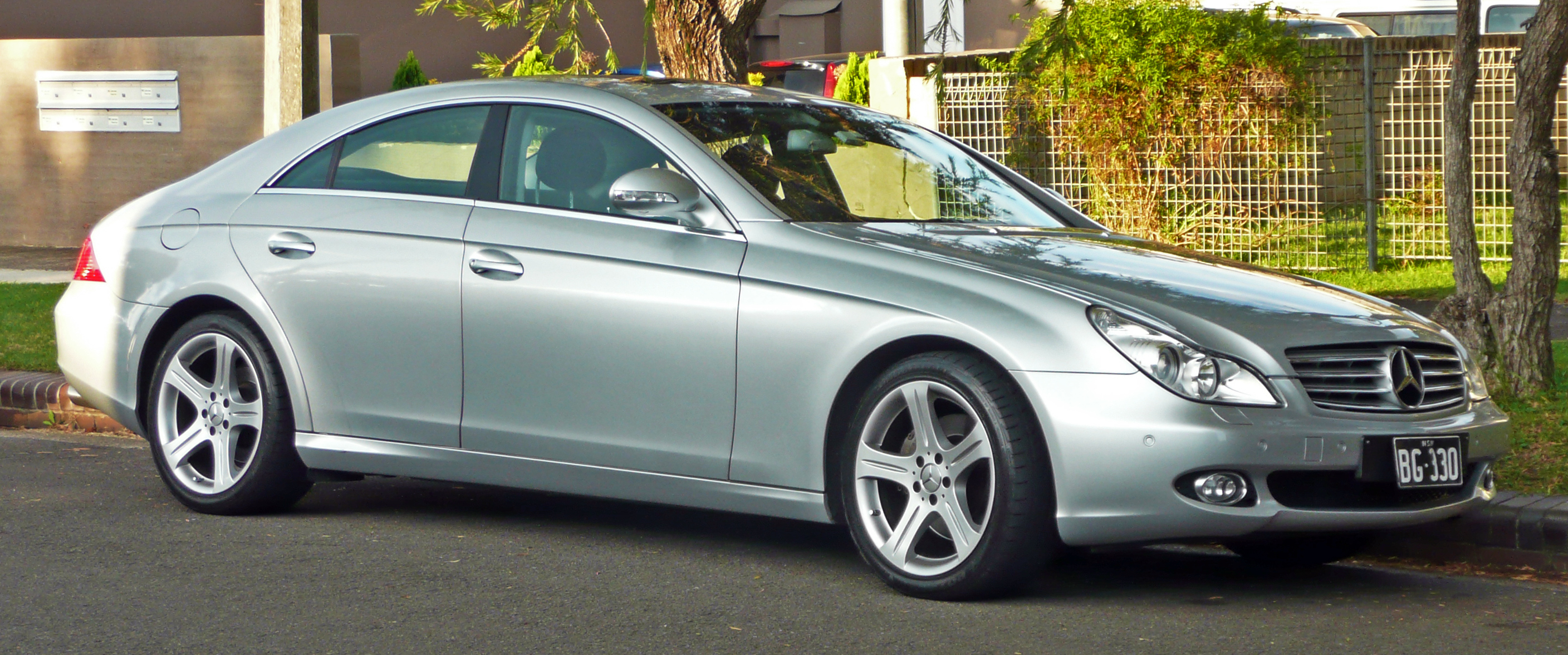
Una CLS appartenente alla prima generazione siglata C219

La C219 è la prima serie della Classe CLS: già la prima generazione comprendeva tutta la dotazione tipica di tutte le Mercedes successive al 2004, con un occhio alla sicurezza automobilistica, infatti accessori come il sistema anticollisioni Pre-safe, che mette in tensione i pretensionatori delle cinture di sicurezza, chiude i finestrini e il tetto apribile e regola i sedili nella posizione migliore per prepararsi all'impatto, dimostrano l'importanza di questo aspetto secondo gli ingegneri Mercedes-Benz. Sono disponibili due modelli CROME e SPORT con sospensioni pneumatiche, inoltre, optional come fari allo xeno, sistema di navigazione GPS COMAND, sistema di accensione senza chiave Keyless go e il sistema di sensori di parcheggio Parktronic. Le motorizzazioni sono: CLS 350, CLS 500 e CLS 55 AMG a benzina; mentre un'unica versione a gasolio con il CLS 320 CDI V6.
Nel 2007 è stata introdotta la versione 63 AMG, che conta su un motore da 6.3 litri invece che del vecchio 5.5 litri.
Nel marzo 2008 la carrozzeria è stata oggetto di un lieve restyling, concentrato sulla mascherina, paraurti anteriore e posteriore, specchietti retrovisori con annessi indicatori di direzione(di dimensioni più grandi e di forma quadrata, non più a goccia), nuovo disegno dei terminali di scarichi (non più a "fetta di salame") e luci posteriori a led.
Le motorizzazioni del 2010 sono:
- CLS 300 - 3 litri V6, 170 kW (231 CV);
- CLS 350 CGI - 3.5 litri V6, 200 kW (292 CV) a iniezione diretta;
- CLS 500 - 5.5 litri V8, 281 kW (382 CV);
- CLS 63 AMG - 6.2 litri V8, 378 kW (514 CV);
- CLS 320 CDI - 3.0 litri V6, 167 kW (224 CV).

### Seconda serie (C218, 2010-2018)

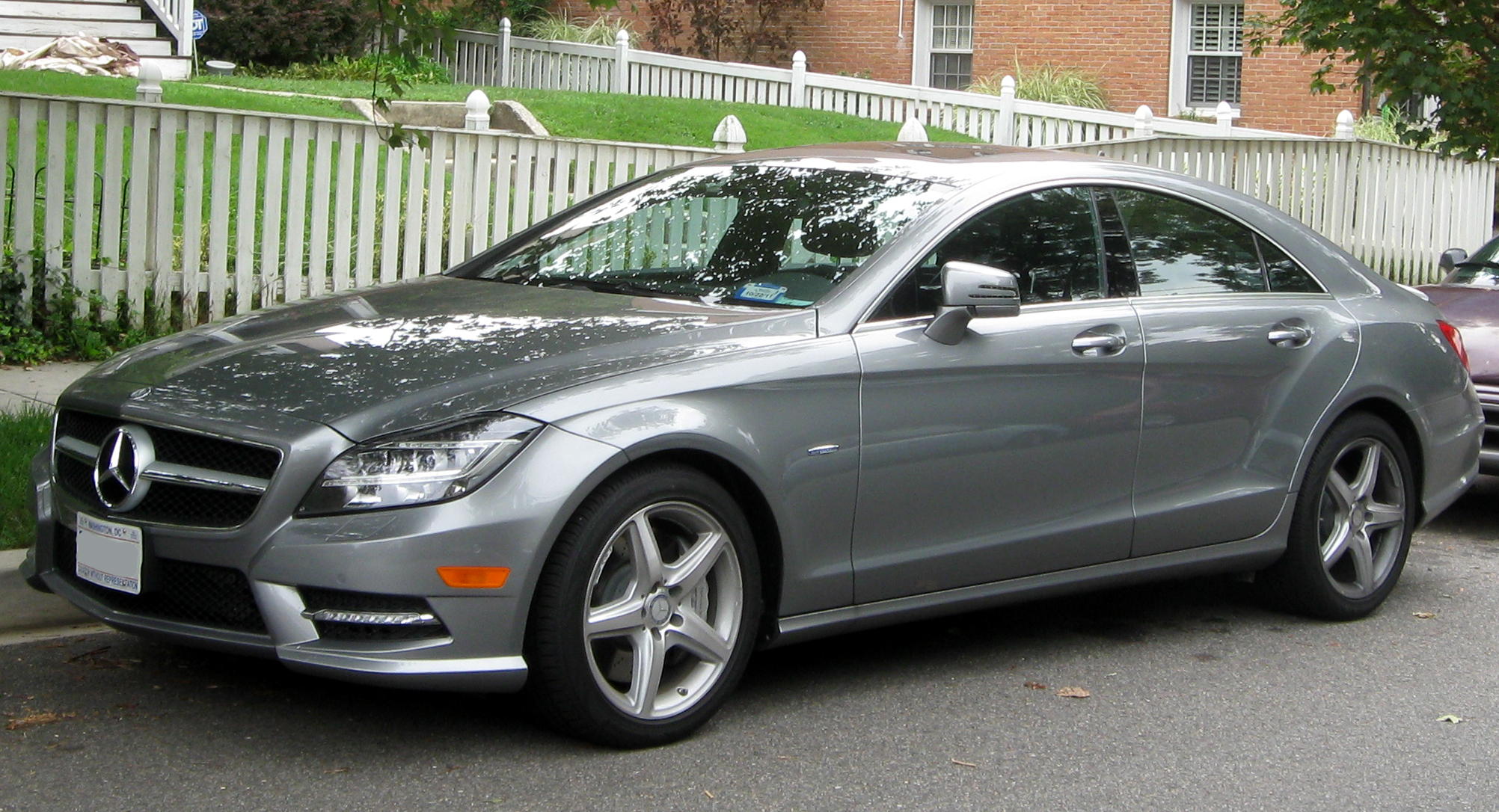
Una CLS della seconda generazione, siglata C218

La sigla C218 rappresenta la seconda serie della Classe CLS, il cui debutto commerciale è avvenuto al Salone dell'automobile di Parigi nell'ottobre del 2010, esattamente sei anni dopo la prima serie.
Il nuovo modello offre nuovi contenuti ancora più ricchi e d'avanguardia, sia per quanto riguarda le dotazioni, sia sul fronte sicurezza, sia ancora per quanto riguarda le motorizzazioni. Queste ultime comprendono diverse novità, come il V6 a iniezione diretta da 3.5 litri e 306 CV e il V6 turbodiesel common rail da 3 litri e 265 CV. Queste due motorizzazioni sono quelle con cui la vettura fa il suo ingresso sul mercato, ma ne sono arrivate altre in seguito, come il V8 bi-turbo con iniezione diretta da 4.6 litri e 408 CV e la motorizzazione di punta, vale a dire il 5.5 litri V8 AMG da 525 CV o da 557 CV nella versione Performance. Da segnalare anche la versione "economa" equipaggiata con un 4 cilindri da 2.1 litri turbodiesel con doppia sovralimentazione e in grado di sviluppare fino a 204 CV, chiamata 250 CDI.
Da novembre è disponibile anche la versione 4 Matic in abbinamento al 3 litri diesel o al 4.6 litri benzina. L'impostazione della carrozzeria è sempre la stessa, grande e imponente, ma con un padiglione aerodinamicamente raccordato alla coda che segna la differenza tra questa vettura e le grandi, classiche berline dello stesso marchio.

### Terza serie (C257, 2018-2023)

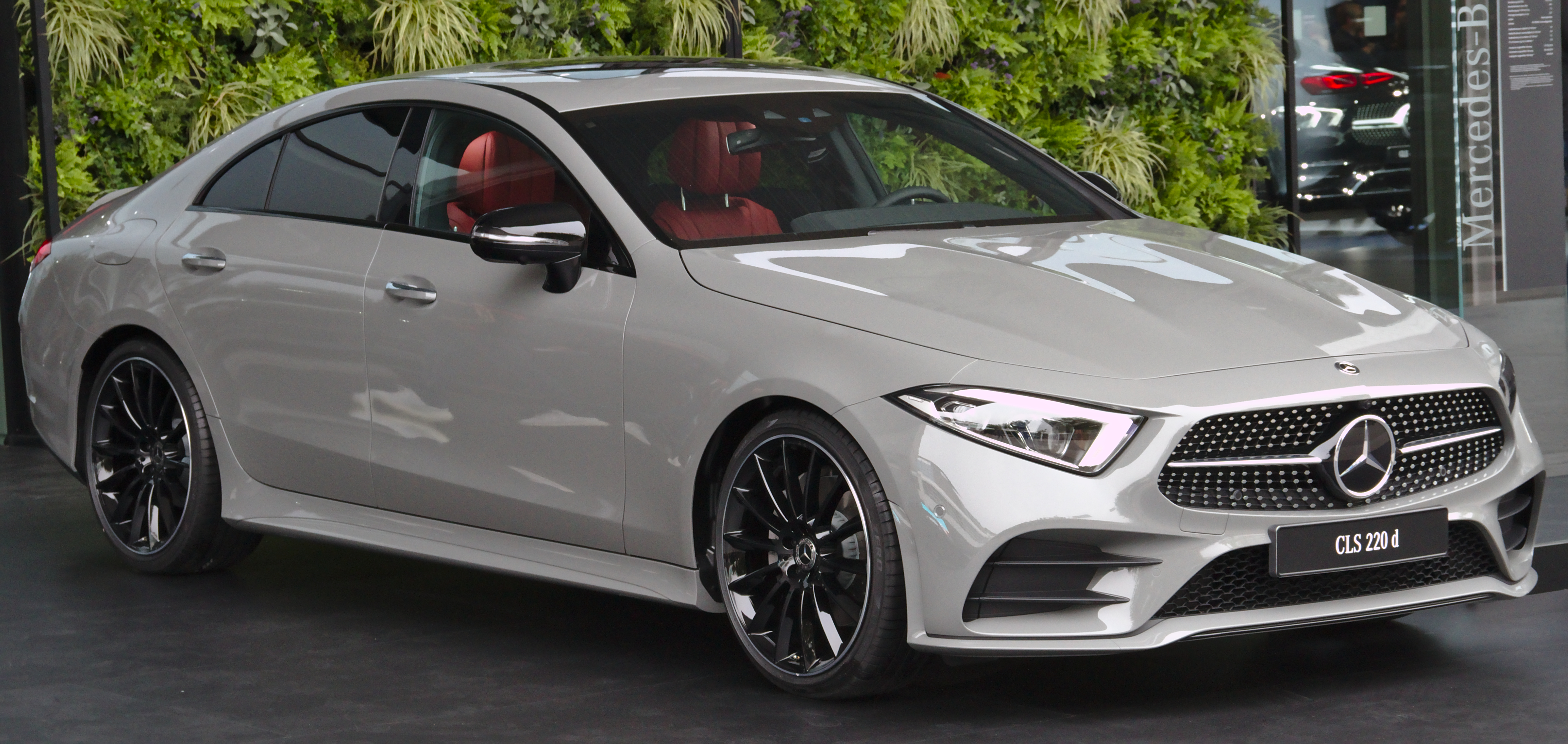
La terza generazione CLS

La sigla C257 identifica la terza generazione della cosiddetta Classe CLS, un'autovettura di fascia alta prodotta in serie a partire dal 2018.
La presentazione avvenne il 29 novembre 2017 presso LA Auto Show come auto successiva alla serie Baureihe 218. È prodotta nello stabilimento di Sindelfingen. La commercializzazione avvenne dal marzo 2018 con tre motorizzazioni.